# Isabella van Frankrijk (heilige)

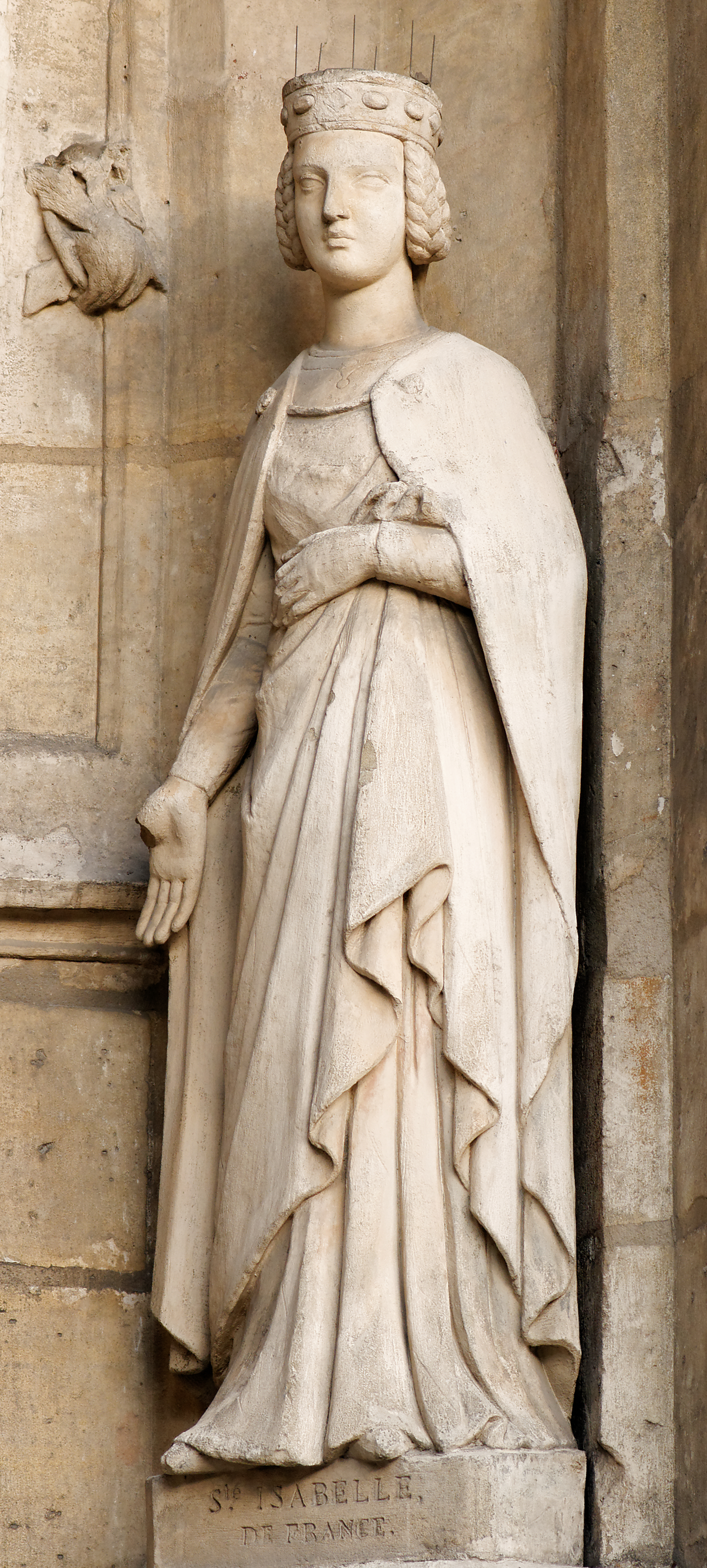
Standbeeld van de heilige Isabella van Frankrijk.

Isabella van Frankrijk (3 maart of 14 april 1225 - Longchamp, 23 februari 1270) was een Franse prinses uit het huis Capet en stichtster van het clarissenklooster van Longchamps die door de Rooms-Katholieke Kerk vereerd wordt als heilige.

## Levensloop
Isabella was de dochter van koning Lodewijk VIII van Frankrijk en diens echtgenote Blanca, dochter van koning Alfons VIII van Castilië. Na de dood van haar vader in 1226 werd haar broer Lodewijk IX koning van Frankrijk, wegens zijn minderjarigheid aanvankelijk onder het regentschap van haar moeder. Om de ondersteuning van de vazallen te verzekeren, werd Isabella in 1230 door haar moeder verloofd met de toekomstige heer Hugo XI van Lusignan. Diens vader Hugo X van Lusignan had een opstand geleid tegen het regentschap van Blanca van Castilië. 
Isabella kreeg een strenge morele en religieuze opvoeding en was daardoor van jongs af aan erg vroom. Ze verbrak de verloving met Hugo van Lusignan en in 1243 weigerde ze te huwen met Koenraad van Hohenstaufen, zoon van keizer Frederik II. Isabella wilde liever intreden in het klooster en na de dood van haar moeder legde ze op 26 mei 1254 tegenover paus Innocentius IV de kuisheidsgelofte af. Ze besloot een eigen klooster te stichten. Haar broer Lodewijk IX stelde haar een groot stuk land aan de rand van het bos van Rouvray ter beschikking en op 10 juni 1256 legde hij de eerste steen van het clarissenklooster van Longchamp. De bouw kostte 30.000 livres en het klooster was in 1259 klaar. In 1260 trok Isabella zich echter terug uit het kloostergebouw en ging ze in een eigen huis wonen. Ook legde ze nooit haar kloostergeloften af, waardoor ze geen lid van de Orde der Clarissen werd en niet beschouwd werd als de abdis van Longchamp. In de omgeving van haar broer Lodewijk IX oefende Isabella een grote invloed uit, vooral op diens dochters Isabella en Blanche. Haar nichtjes zouden ook clarissenkloosters stichten.
Ze stierf in februari 1270, kort voor haar 45ste verjaardag. Isabella werd bijgezet in de kloosterkerk van Longchamp. Aanvankelijk waren het vooral de kloosterzuster in Longchamps die haar vereerden als heilige. Uiteindelijk werd ze in 1521 door paus Leo X effectief heilig verklaard, nadat er een aantal mirakels aan haar toegeschreven werden.

## Werk
In navolging van de heilige Clara van Assisi, de grondlegger van de Orde der Clarissen, schreef Isabella in 1255 persoonlijk de orderegels voor het klooster van Longchamp. Daarbij liet ze zich adviseren door enkele van de meest beduidende geleerden van haar tijd, zoals Bonaventura van Fidanza. In 1259 werden deze regels bevestigd door paus Alexander IV, onder paus Urbanus IV werden deze in 1263 aangepast.

## Kwartierstaat (voorouders)
| Lodewijk VII van Frankrijk (1120–1180) | Lodewijk VII van Frankrijk (1120–1180) | Lodewijk VII van Frankrijk (1120–1180) | Lodewijk VII van Frankrijk (1120–1180) | Lodewijk VII van Frankrijk (1120–1180) | Lodewijk VII van Frankrijk (1120–1180) | Adelheid van Champagne (ca. 1140-1206) | Adelheid van Champagne (ca. 1140-1206) | Adelheid van Champagne (ca. 1140-1206) | Adelheid van Champagne (ca. 1140-1206) | Adelheid van Champagne (ca. 1140-1206)  | Adelheid van Champagne (ca. 1140-1206)  |                                         |                                         | Boudewijn V van Henegouwen (ca. 1150-1195) | Boudewijn V van Henegouwen (ca. 1150-1195) | Boudewijn V van Henegouwen (ca. 1150-1195) | Boudewijn V van Henegouwen (ca. 1150-1195) | Boudewijn V van Henegouwen (ca. 1150-1195) | Boudewijn V van Henegouwen (ca. 1150-1195) | Margaretha van de Elzas (ca. 1140/45-1194) | Margaretha van de Elzas (ca. 1140/45-1194) | Margaretha van de Elzas (ca. 1140/45-1194) | Margaretha van de Elzas (ca. 1140/45-1194) | Margaretha van de Elzas (ca. 1140/45-1194) | Margaretha van de Elzas (ca. 1140/45-1194) |                                 |                                 | Sancho III van Castilië (ca. 1134-1158) | Sancho III van Castilië (ca. 1134-1158) | Sancho III van Castilië (ca. 1134-1158) | Sancho III van Castilië (ca. 1134-1158) | Sancho III van Castilië (ca. 1134-1158) | Sancho III van Castilië (ca. 1134-1158) | Blanca van Navarra (na 1133-1156)    | Blanca van Navarra (na 1133-1156)    | Blanca van Navarra (na 1133-1156)    | Blanca van Navarra (na 1133-1156)    | Blanca van Navarra (na 1133-1156) | Blanca van Navarra (na 1133-1156) |                                 |                                 | Hendrik II van Engeland (1133-1189) | Hendrik II van Engeland (1133-1189) | Hendrik II van Engeland (1133-1189) | Hendrik II van Engeland (1133-1189) | Hendrik II van Engeland (1133-1189) | Hendrik II van Engeland (1133-1189) | Eleonora van Aquitanië (1122/24–1204)               | Eleonora van Aquitanië (1122/24–1204)               | Eleonora van Aquitanië (1122/24–1204)               | Eleonora van Aquitanië (1122/24–1204)               | Eleonora van Aquitanië (1122/24–1204)               | Eleonora van Aquitanië (1122/24–1204)               |  |  |  |  |  |  |  |  |  |  |  |  |  |  |  |  |  |  |  |  |  |  |  |  |  |  |  |  |  |  |  |  |  |  |  |  |  |  |  |  |  |  |  |  |  |  |  |  |
| Lodewijk VII van Frankrijk (1120–1180) | Lodewijk VII van Frankrijk (1120–1180) | Lodewijk VII van Frankrijk (1120–1180) | Lodewijk VII van Frankrijk (1120–1180) | Lodewijk VII van Frankrijk (1120–1180) | Lodewijk VII van Frankrijk (1120–1180) | Adelheid van Champagne (ca. 1140-1206) | Adelheid van Champagne (ca. 1140-1206) | Adelheid van Champagne (ca. 1140-1206) | Adelheid van Champagne (ca. 1140-1206) | Adelheid van Champagne (ca. 1140-1206)  | Adelheid van Champagne (ca. 1140-1206)  |                                         |                                         | Boudewijn V van Henegouwen (ca. 1150-1195) | Boudewijn V van Henegouwen (ca. 1150-1195) | Boudewijn V van Henegouwen (ca. 1150-1195) | Boudewijn V van Henegouwen (ca. 1150-1195) | Boudewijn V van Henegouwen (ca. 1150-1195) | Boudewijn V van Henegouwen (ca. 1150-1195) | Margaretha van de Elzas (ca. 1140/45-1194) | Margaretha van de Elzas (ca. 1140/45-1194) | Margaretha van de Elzas (ca. 1140/45-1194) | Margaretha van de Elzas (ca. 1140/45-1194) | Margaretha van de Elzas (ca. 1140/45-1194) | Margaretha van de Elzas (ca. 1140/45-1194) |                                 |                                 | Sancho III van Castilië (ca. 1134-1158) | Sancho III van Castilië (ca. 1134-1158) | Sancho III van Castilië (ca. 1134-1158) | Sancho III van Castilië (ca. 1134-1158) | Sancho III van Castilië (ca. 1134-1158) | Sancho III van Castilië (ca. 1134-1158) | Blanca van Navarra (na 1133-1156)    | Blanca van Navarra (na 1133-1156)    | Blanca van Navarra (na 1133-1156)    | Blanca van Navarra (na 1133-1156)    | Blanca van Navarra (na 1133-1156) | Blanca van Navarra (na 1133-1156) |                                 |                                 | Hendrik II van Engeland (1133-1189) | Hendrik II van Engeland (1133-1189) | Hendrik II van Engeland (1133-1189) | Hendrik II van Engeland (1133-1189) | Hendrik II van Engeland (1133-1189) | Hendrik II van Engeland (1133-1189) | Eleonora van Aquitanië (1122/24–1204)               | Eleonora van Aquitanië (1122/24–1204)               | Eleonora van Aquitanië (1122/24–1204)               | Eleonora van Aquitanië (1122/24–1204)               | Eleonora van Aquitanië (1122/24–1204)               | Eleonora van Aquitanië (1122/24–1204)               |  |  |  |  |  |  |  |  |  |  |  |  |  |  |  |  |  |  |  |  |  |  |  |  |  |  |  |  |  |  |  |  |  |  |  |  |  |  |  |  |  |  |  |  |  |  |  |  |
|                                        |                                        |                                        |                                        |                                        |                                        |                                        |                                        |                                        |                                        |                                         |                                         |                                         |                                         |                                            |                                            |                                            |                                            |                                            |                                            |                                            |                                            |                                            |                                            |                                            |                                            |                                 |                                 |                                         |                                         |                                         |                                         |                                         |                                         |                                      |                                      |                                      |                                      |                                   |                                   |                                 |                                 |                                     |                                     |                                     |                                     |                                     |                                     |                                                     |                                                     |                                                     |                                                     |                                                     |                                                     |  |  |  |  |  |  |  |  |  |  |  |  |  |  |  |  |  |  |  |  |  |  |  |  |  |  |  |  |  |  |  |  |  |  |  |  |  |  |  |  |  |  |  |  |  |  |  |  |
|                                        |                                        |                                        |                                        | Filips II van Frankrijk (1165-1223)    | Filips II van Frankrijk (1165-1223)    | Filips II van Frankrijk (1165-1223)    | Filips II van Frankrijk (1165-1223)    | Filips II van Frankrijk (1165-1223)    | Filips II van Frankrijk (1165-1223)    |                                         |                                         |                                         |                                         |                                            |                                            | Isabella van Henegouwen (1170-1190)        | Isabella van Henegouwen (1170-1190)        | Isabella van Henegouwen (1170-1190)        | Isabella van Henegouwen (1170-1190)        | Isabella van Henegouwen (1170-1190)        | Isabella van Henegouwen (1170-1190)        |                                            |                                            |                                            |                                            |                                 |                                 |                                         |                                         |                                         |                                         | Alfons VIII van Castilië (1155-1214)    | Alfons VIII van Castilië (1155-1214)    | Alfons VIII van Castilië (1155-1214) | Alfons VIII van Castilië (1155-1214) | Alfons VIII van Castilië (1155-1214) | Alfons VIII van Castilië (1155-1214) |                                   |                                   |                                 |                                 |                                     |                                     | Eleonora van Engeland (1162-1214)   | Eleonora van Engeland (1162-1214)   | Eleonora van Engeland (1162-1214)   | Eleonora van Engeland (1162-1214)   | Eleonora van Engeland (1162-1214)                   | Eleonora van Engeland (1162-1214)                   |                                                     |                                                     |                                                     |                                                     |  |  |  |  |  |  |  |  |  |  |  |  |  |  |  |  |  |  |  |  |  |  |  |  |  |  |  |  |  |  |  |  |  |  |  |  |  |  |  |  |  |  |  |  |  |  |  |  |
|                                        |                                        |                                        |                                        | Filips II van Frankrijk (1165-1223)    | Filips II van Frankrijk (1165-1223)    | Filips II van Frankrijk (1165-1223)    | Filips II van Frankrijk (1165-1223)    | Filips II van Frankrijk (1165-1223)    | Filips II van Frankrijk (1165-1223)    |                                         |                                         |                                         |                                         |                                            |                                            | Isabella van Henegouwen (1170-1190)        | Isabella van Henegouwen (1170-1190)        | Isabella van Henegouwen (1170-1190)        | Isabella van Henegouwen (1170-1190)        | Isabella van Henegouwen (1170-1190)        | Isabella van Henegouwen (1170-1190)        |                                            |                                            |                                            |                                            |                                 |                                 |                                         |                                         |                                         |                                         | Alfons VIII van Castilië (1155-1214)    | Alfons VIII van Castilië (1155-1214)    | Alfons VIII van Castilië (1155-1214) | Alfons VIII van Castilië (1155-1214) | Alfons VIII van Castilië (1155-1214) | Alfons VIII van Castilië (1155-1214) |                                   |                                   |                                 |                                 |                                     |                                     | Eleonora van Engeland (1162-1214)   | Eleonora van Engeland (1162-1214)   | Eleonora van Engeland (1162-1214)   | Eleonora van Engeland (1162-1214)   | Eleonora van Engeland (1162-1214)                   | Eleonora van Engeland (1162-1214)                   |                                                     |                                                     |                                                     |                                                     |  |  |  |  |  |  |  |  |  |  |  |  |  |  |  |  |  |  |  |  |  |  |  |  |  |  |  |  |  |  |  |  |  |  |  |  |  |  |  |  |  |  |  |  |  |  |  |  |
|                                        |                                        |                                        |                                        |                                        |                                        |                                        |                                        |                                        |                                        | Lodewijk VIII van Frankrijk (1187–1226) | Lodewijk VIII van Frankrijk (1187–1226) | Lodewijk VIII van Frankrijk (1187–1226) | Lodewijk VIII van Frankrijk (1187–1226) | Lodewijk VIII van Frankrijk (1187–1226)    | Lodewijk VIII van Frankrijk (1187–1226)    |                                            |                                            |                                            |                                            |                                            |                                            |                                            |                                            |                                            |                                            |                                 |                                 |                                         |                                         |                                         |                                         |                                         |                                         |                                      |                                      |                                      |                                      | Blanca van Castilië (1188-1252)   | Blanca van Castilië (1188-1252)   | Blanca van Castilië (1188-1252) | Blanca van Castilië (1188-1252) | Blanca van Castilië (1188-1252)     | Blanca van Castilië (1188-1252)     |                                     |                                     |                                     |                                     |                                                     |                                                     |                                                     |                                                     |                                                     |                                                     |  |  |  |  |  |  |  |  |  |  |  |  |  |  |  |  |  |  |  |  |  |  |  |  |  |  |  |  |  |  |  |  |  |  |  |  |  |  |  |  |  |  |  |  |  |  |  |  |
|                                        |                                        |                                        |                                        |                                        |                                        |                                        |                                        |                                        |                                        | Lodewijk VIII van Frankrijk (1187–1226) | Lodewijk VIII van Frankrijk (1187–1226) | Lodewijk VIII van Frankrijk (1187–1226) | Lodewijk VIII van Frankrijk (1187–1226) | Lodewijk VIII van Frankrijk (1187–1226)    | Lodewijk VIII van Frankrijk (1187–1226)    |                                            |                                            |                                            |                                            |                                            |                                            |                                            |                                            |                                            |                                            |                                 |                                 |                                         |                                         |                                         |                                         |                                         |                                         |                                      |                                      |                                      |                                      | Blanca van Castilië (1188-1252)   | Blanca van Castilië (1188-1252)   | Blanca van Castilië (1188-1252) | Blanca van Castilië (1188-1252) | Blanca van Castilië (1188-1252)     | Blanca van Castilië (1188-1252)     |                                     |                                     |                                     |                                     |                                                     |                                                     |                                                     |                                                     |                                                     |                                                     |  |  |  |  |  |  |  |  |  |  |  |  |  |  |  |  |  |  |  |  |  |  |  |  |  |  |  |  |  |  |  |  |  |  |  |  |  |  |  |  |  |  |  |  |  |  |  |  |
|                                        |                                        |                                        |                                        |                                        |                                        |                                        |                                        |                                        |                                        |                                         |                                         |                                         |                                         |                                            |                                            |                                            |                                            |                                            |                                            |                                            |                                            |                                            |                                            |                                            |                                            |                                 |                                 |                                         |                                         |                                         |                                         |                                         |                                         |                                      |                                      |                                      |                                      |                                   |                                   |                                 |                                 |                                     |                                     |                                     |                                     |                                     |                                     |                                                     |                                                     |                                                     |                                                     |                                                     |                                                     |  |  |  |  |  |  |  |  |  |  |  |  |  |  |  |  |  |  |  |  |  |  |  |  |  |  |  |  |  |  |  |  |  |  |  |  |  |  |  |  |  |  |  |  |  |  |  |  |
|                                        |                                        |                                        |                                        |                                        |                                        |                                        |                                        |                                        |                                        |                                         |                                         |                                         |                                         |                                            |                                            |                                            |                                            |                                            |                                            |                                            |                                            |                                            |                                            |                                            |                                            |                                 |                                 |                                         |                                         |                                         |                                         |                                         |                                         |                                      |                                      |                                      |                                      |                                   |                                   |                                 |                                 |                                     |                                     |                                     |                                     |                                     |                                     |                                                     |                                                     |                                                     |                                                     |                                                     |                                                     |  |  |  |  |  |  |  |  |  |  |  |  |  |  |  |  |  |  |  |  |  |  |  |  |  |  |  |  |  |  |  |  |  |  |  |  |  |  |  |  |  |  |  |  |  |  |  |  |
| Filips van Frankrijk (1209-1218)       | Filips van Frankrijk (1209-1218)       | Filips van Frankrijk (1209-1218)       | Filips van Frankrijk (1209-1218)       | Filips van Frankrijk (1209-1218)       | Filips van Frankrijk (1209-1218)       |                                        |                                        | Lodewijk IX van Frankrijk (1214-1270)  | Lodewijk IX van Frankrijk (1214-1270)  | Lodewijk IX van Frankrijk (1214-1270)   | Lodewijk IX van Frankrijk (1214-1270)   | Lodewijk IX van Frankrijk (1214-1270)   | Lodewijk IX van Frankrijk (1214-1270)   |                                            |                                            | Robert I van Artesië (1216-1250)           | Robert I van Artesië (1216-1250)           | Robert I van Artesië (1216-1250)           | Robert I van Artesië (1216-1250)           | Robert I van Artesië (1216-1250)           | Robert I van Artesië (1216-1250)           |                                            |                                            | Alfons van Poitiers (1220-1271)            | Alfons van Poitiers (1220-1271)            | Alfons van Poitiers (1220-1271) | Alfons van Poitiers (1220-1271) | Alfons van Poitiers (1220-1271)         | Alfons van Poitiers (1220-1271)         |                                         |                                         | Isabella van Frankrijk (1225-1270)      | Isabella van Frankrijk (1225-1270)      | Isabella van Frankrijk (1225-1270)   | Isabella van Frankrijk (1225-1270)   | Isabella van Frankrijk (1225-1270)   | Isabella van Frankrijk (1225-1270)   |                                   |                                   | Karel I van Napels (1227-1285)  | Karel I van Napels (1227-1285)  | Karel I van Napels (1227-1285)      | Karel I van Napels (1227-1285)      | Karel I van Napels (1227-1285)      | Karel I van Napels (1227-1285)      |                                     |                                     | 2 jong overleden zusters en 6 jong overleden broers | 2 jong overleden zusters en 6 jong overleden broers | 2 jong overleden zusters en 6 jong overleden broers | 2 jong overleden zusters en 6 jong overleden broers | 2 jong overleden zusters en 6 jong overleden broers | 2 jong overleden zusters en 6 jong overleden broers |  |  |  |  |  |  |  |  |  |  |  |  |  |  |  |  |  |  |  |  |  |  |  |  |  |  |  |  |  |  |  |  |  |  |  |  |  |  |  |  |  |  |  |  |  |  |  |  |

- Bibsys: 7014422
- Bibliothèque nationale de France: cb11967603g (data)
- Gemeinsame Normdatei: 137968248
- International Standard Name Identifier: 0000 0000 3938 1737
- Library of Congress Control Number: nb2008005977
- Nationale Bibliotheek van Israël: 987007524362805171
- Nationale Bibliotheek van Polen: a0000001742608
- Nederlandse Thesaurus van Auteursnamen: 083809139
- Système universitaire de documentation: 079969992
- Virtual International Authority File: 70921450
- WorldCat: E39PBJm9bf9P43RG9bY9TDbPQq